# Golf Blue Green de Pléneuf Val André
De Golf de Pléneuf Val André is een golfclub in Frankrijk die behoort tot de Blue Green groep, waartoe ruim veertig banen behoren, vooral in Frankrijk maar ook daarbuiten. Pléneuf ligt in Pléneuf Val André, aan de noordkust van Bretagne, ten Westen van Saint-Malo.
Kenmerkend van deze golfbaan is de ligging aan de kust. Het is een echte links-baan, een woest kustlandschap met bremstruiken, blootgesteld aan de oceaanwind. Sommige holes liggen langs het strand of boven langs de kliffen, maar er zijn ook holes die door de bossen lopen en meer beschut zijn.

## Toernooien
Het Open Blue Green Côtes d'Armor Bretagne wordt hier gespeeld. Het was een toernooi van de Allianz Golf Tour, werd in 2004 opgenomen in de Alps Tour en in 2007 in de Europese Challenge Tour.